# حزب كرامة الشعب
حزب كرامة الشعب (بالفرنسية: Parti pour la Dignité du Peuple)‏ كان حزبًا سياسيًا في النيجر.

## التاريخ
تأسس الحزب في 2 أبريل 1995. في الانتخابات البرلمانية لعام 1996، التي قاطعتها ثمانية أحزاب معارضة رئيسية، حصل على 1.4٪ من الأصوات، وفاز بثلاثة من 83 مقعدًا في الجمعية الوطنية.  شهدت انتخابات عام 1999 تخفيض حصته في التصويت إلى 0.1٪ فقط، مما أدى إلى خسارة جميع المقاعد الثلاثة. وكانت نتيجة مماثلة في انتخابات 2004 تعني بقاء الحزب بدون تمثيل برلماني.